# Mesoleptus subrugosus
Mesoleptus subrugosus là một loài tò vò trong họ Ichneumonidae.